# De facto-flykting
En de facto-flykting var enligt 1989 års utlänningslag i Sverige en utlänning som trots att den inte är flykting enligt flyktingkonventionen inte vill återvända till sitt hemland på grund av de politiska förhållanden som råder där, till exempel krig. En liknande möjlighet finns idag genom bestämmelsen om synnerligen ömmande omständigheter.